# بينيتو سانتياغو جونيور
بينيتو سانتياغو جونيور (بالإنجليزية: Benito Santiago Jr.) مواليد 22 يونيو 1989 في بورتوريكو، هو لاعب كرة سلة بورتوريكي سابق. بدأ مسيرته الاحترافية في سنة 2013. يبلغ طوله 6 قدم 6 بوصة (2.0 م). لعب مع أتلتيكوس دي سان جرمان في دوري بورتوريكو لكرة السلة.

## روابط خارجية
- بينيتو سانتياغو جونيور على موقع كرة السلة الأوروبية.كوم (الإنجليزية)
- بينيتو سانتياغو جونيور على موقع ريلجم (الإنجليزية)
- بينيتو سانتياغو جونيور على موقع بروبوليرز (الإنجليزية)